# Angelo Consolini
Angelo Consolini (Bologna, 11 giugno 1859 – Bologna, 13 marzo 1934) è stato un violinista, violista e compositore italiano.

## Biografia

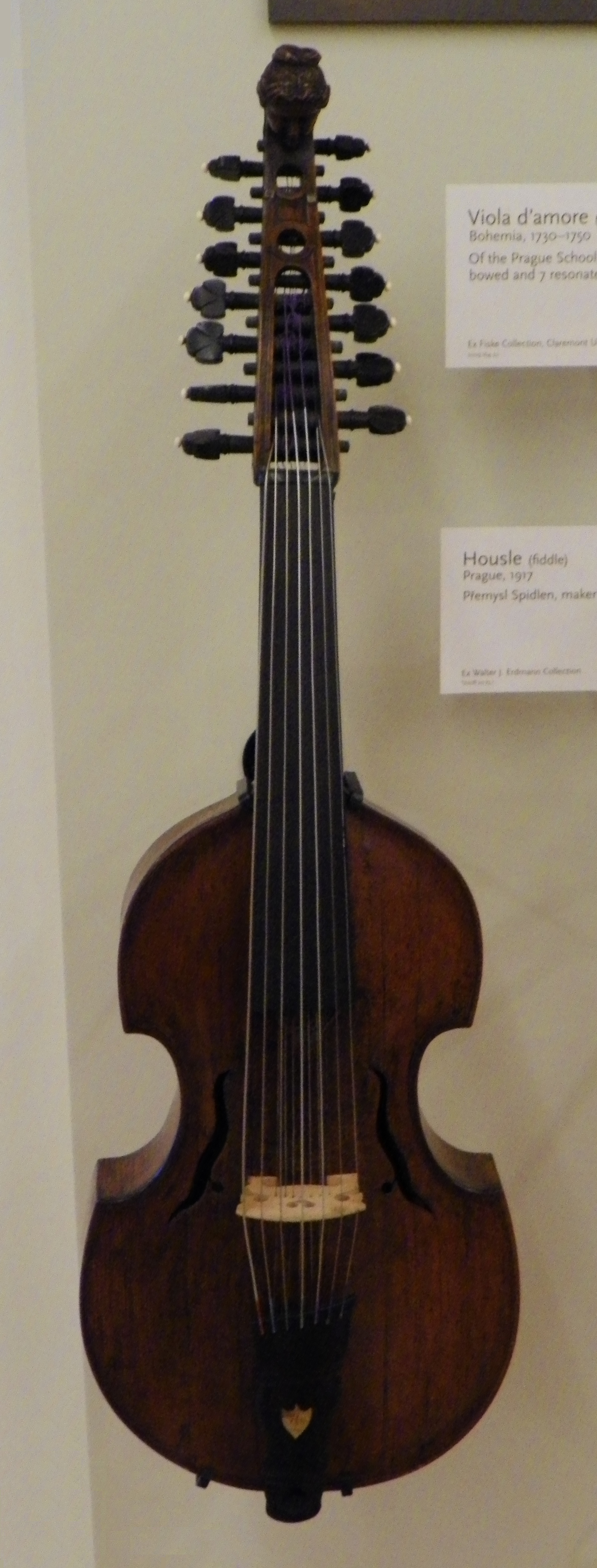
Viola d'amore conservata nel Musical Instrument Museum di Phoenix

Nato a Bologna nel 1859, apprese le prime nozioni musicali dal padre Claudio che lo avviò allo studio del violino, dando prova, fin da giovanissimo, delle sue eccellenti doti naturali. Si perfezionò poi frequentando il locale liceo musicale ove, oltre al violino, studiò pianoforte e composizione. Per proprio conto si dedicò pure allo studio della viola e della viola d'amore, fino a divenire ottimo esecutore e insegnante a sua volta. L'interesse per la viola d'amore, con la quale diede anche un concerto, accompagnato da Ottorino Respighi, lo indusse, insieme con altri musicisti italiani come Giulio Pasquali, a cercare di riportarla in auge.
Esponente importante della scuola d'archi bolognese, celebrata tra la fine dell'Ottocento e i primi anni del Novecento, Consolini fece parte, come violista, del Quartetto bolognese  e del Nuovo quartetto, ove suonò  con il figlio Giorgio; si esibì, inoltre, come solista in Italia, in Europa e in America e come direttore d'orchestra.
Importante fu la sua attività didattica: dal 1918 al 1930 insegnò violino e viola nel liceo musicale bolognese (già frequentato come studente) formando musicisti quali Franco Ferrara, Carlo Felice Cillario e Guido Guerrini. Fu anche autore di un volume per gli esercizi di violino.
Oltre al figlio Giorgio, già citato, fu musicista anche la moglie Emma De Stefani (1864-1936), apprezzata concertista d'arpa e insegnante al liceo musicale, e la figlia Elsa Gabriella (1892-1964), arpista come la madre.
Morì nella città natale, nel 1934, a settantaquattro anni.
È sepolto nella Sala delle Tombe della Certosa di Bologna.

## La produzione musicale
Di carattere riservato e modesto, artista schivo, Consolini lasciò inedite la maggior parte delle sue composizioni. Tra i lavori di carattere didattico, oltre agli esercizi per violino, pubblicati nel 1902 e precedentemente ricordati, trascrisse per viola anche i Trentasei studii per violino di Federigo Fiorillo, rivide e preparò la nuova edizione della Guida per lo studio elementare e progressivo della viola di Eugenio Cavallini, curò la ristampa del Metodo per viola seguito da 25 studi di Bartolomeo Bruni.
Fu autore, inoltre, di numerose trascrizioni. Possiamo citare tra queste, le trascrizioni per viola dei Quarantadue esercizi per violino di Rodolphe Kreutzer, dei Ventiquattro capricci per violino di Pierre Rode, delle Sonate e partite, per violino solo e delle Tre sonate per pianoforte e viola da gamba di Johann Sebastian Bach.